# Monte Moropas
De Monte Moropas (2868 m) is een bergpas die de verbinding vormt tussen het Italiaanse Valle Anzasca en het Zwitserse Saastal.
Vanuit Zwitserland begint de route naar de pas bij de stuwdam van de Mattmark Stausee (2197 m) tot waar men met de auto kan komen. Aan het einde van het meer gaat een goed pad in zuidelijke richting over de Talliboden naar de pashoogte.
De pashoogte is gelegen tussen de Joderhorn (3034 m) en de Corno di Seewjinen (3200 m). De dichtstbij gelegen berg is echter de Monte Moro waarvan de top vanaf de pashoogte binnen een half uur bereikt is.
De Monte Moropas biedt uitzicht op de hoogste bergwand van de Alpen; de oostwand van de Monte Rosa. Van dit massief zijn vanaf hier de toppen Dufourspitze (4634 m), Nordend (4609 m), Zumsteinspitze (4563 m) en Jägerhorn (3970 m) te zien.
Aan de Italiaanse zijde gaat een snel dalend pad omlaag richting Macugnaga. Men kan echter ook gebruikmaken van de kabelbaan die vanuit deze plaats omhoog gaat naar de pas.
In vroegere tijden werd de pas door bewoners van het Saastal gebruikt om goederen in te voeren vanuit Italië. Deze route was korter dan de lange en moeilijke weg het Saastal uit, richting Visp. Deze niet ongevaarlijke onderneming met pakezels gebeurde voornamelijk in de wintertijd om op die manier toch enige inkomsten (smokkel) te hebben. De typische lokale hoofddoeken, soms nog gedragen door oude vrouwen, verraden hun Italiaanse oorsprong. Ook huwelijken over en weer vonden plaats, wat te zien is aan het zuidelijk uiterlijk van vele inwoners en het plaatselijke dialect dat Italiaanse invloeden heeft.
Er is ooit sprake geweest dat de Franse genie van het leger van Napoleon tijdens zijn Italiaanse Veldtocht (1796) de pas wilde uitbouwen tot een goede wegverbinding. Het verhaal gaat dat tijdens inspecties de bergpas dat jaar echter door uitzonderlijke sneeuwval totaal onbegaanbaar was. Om hun lucratieve handelsinkomsten te beschermen maakten de Saastal bewoners de Franse militairen wijs dat de pas elk jaar in de winter door hevige sneeuwval langdurig totaal onbruikbaar was. Hierdoor zag de Franse genie af van het plan en gebruikte als alternatief de Simplonpas.